# Річки (Червенський район)
Річки (біл. вёска Рэчкі) — село в складі Червенського району Мінської області, Білорусь. Село підпорядковане Лядівській сільській раді, розташоване в центральній частині області.